# Debi Thomas
Debi Thomas (n. 25 martie 1967, Poughkeepsie⁠(d), New York, SUA) este o patinatoare artistică ce a reprezentat Statele Unite ale Americii, medaliată olimpică. A participat la o ediție a Jocurilor Olimpice (1988) în care a câștigat o medalie de bronz.

## Participări
Lista de mai jos prezintă principalele competiții la care a participat Debi Thomas de-a lungul carierei.
- figure skating at the 1988 Winter Olympics – ladies[*][1]